# Michal Popiel (judista)
Michal Popiel (Michał Popiel) (* 5. srpna 1985 Varšava) je bývalý původem polský zápasník – judista, který na mezinárodní scéně reprezentoval Kanadu.

## Sportovní kariéra
S judem začínal v 7 letech v Torontu, kam se s rodiči přistěhoval po pádu železné opony z rodné Varšavy. S kanadským pasem se však záhy přesunul do amerického Dallasu, kde vyrůstal na předměstí v Murphy. V Dallasu se připravoval v dojo bratrů Tamurových. V kanadské mužské reprezentaci se pohyboval od roku 2005 jako reprezentační dvojka za Sashou Mehmedovicem. V roce 2008 a 2012 se na olympijské hry nekvalifikoval. Sportovní kariéru ukončil v roce 2013. Žije trvale ve Spojených státech.

### Vítězství na mezinárodních turnajích
- 2010 - 1x světový pohár (Miami)

## Výsledky
| Turnaj                  | 2007           | 2008           | 2009           | 2010           | 2011           |
| Turnaj                  | 22             | 23             | 24             | 25             | 26             |
| Turnaj                  | pololehká váha | pololehká váha | pololehká váha | pololehká váha | pololehká váha |
| ----------------------- | -------------- | -------------- | -------------- | -------------- | -------------- |
| Olympijské hry          |                | —              |                |                |                |
| Mistrovství světa       | —              |                | úč.            | úč.            | úč.            |
| Panamerické hry         | —              |                |                |                | —              |
| Panamerické mistrovství | —              | —              | 3.             | —              | 3.             |
| Univerziáda             | úč.            |                | —              |                | —              |